# Ichneumon corruptor
Ichneumon corruptor là một loài tò vò trong họ Ichneumonidae.